# Hellmuth Karasek
Hellmuth Karasek (ur. 4 stycznia 1934 w Brnie, zm. 29 września 2015 w Hamburgu) – niemiecki dziennikarz, pisarz i krytyk literacki.
W latach 1988–2001, wraz z Marcelem Reich-Ranickim, brał udział w programie telewizyjnym Das Literarische Quartett (Kwartet Literacki).

## Publikacje
- Das sogenannte „schmückende” Beiwort. Beiträge zu einer neuhochdeutschen Poetik. Tübingen 1958.
- Deutschland deine Dichter. Die Federhalter der Nation. Hoffmann und Campe, Hamburg 1970, ISBN 3-455-03705-4.
- Karaseks Kulturkritik. Literatur, Film, Theater. Rasch und Röhring, Hamburg 1988, Neufauflage 1991, ISBN 3-89136-184-X.
- Mein Kino. Die 100 schönsten Filme. Hoffmann und Campe, Hamburg 1994, ISBN 3-455-08564-4.
- Go West! Eine Biographie der fünfziger Jahre. Hoffmann und Campe, Hamburg 1996, ISBN 3-455-08563-6.
- Hand in Handy. Hoffmann und Campe, Hamburg 1997, ISBN 3-455-11221-8.
- Das Magazin. Roman. Rowohlt, Reinbek bei Hamburg 1998, ISBN 3-498-03498-7.
- Betrug. Ullstein, Berlin 2001, ISBN 3-89834-025-2.
- Karambolagen. Begegnungen mit Zeitgenossen. Ullstein, Berlin 2002, ISBN 3-548-36494-2.
- Auf der Flucht. Erinnerungen. Ullstein, Berlin 2004, ISBN 3-548-36817-4.
- Süßer Vogel Jugend oder Der Abend wirft längere Schatten. Hoffmann und Campe, Hamburg 2006, ISBN 3-455-40016-7.
- Vom Küssen der Kröten und andere Zwischenfälle. Hoffmann und Campe, Hamburg 2008, ISBN 978-3-455-40107-3.
- Ihr tausendfaches Weh und Ach. Hoffmann und Campe, Hamburg 2009, ISBN 978-3-455-40193-6.
- Im Paradies gibt’s keine roten Ampeln. Hoffmann und Campe, Hamburg 2011, ISBN 978-3-455-50205-3.
- Auf Reisen. Wie ich mir Deutschland erlesen habe. Hoffmann und Campe, Hamburg 2013, ISBN 978-3-455-50286-2.
- Frauen sind auch nur Männer. Hoffmann und Campe, Hamburg 2013, ISBN 978-3-455-50287-9.